# Autoritratto giovanile
Autoritratto giovanile è un dipinto a olio su tavola (62,5x54 cm) realizzato nel 1639 circa dal pittore Rembrandt.
È conservato nella Galleria degli Uffizi, a Firenze.

## Storia e descrizione
Realizzato ad Amsterdam a 28 anni, è uno tra gli ottanta autoritratti che il pittore eseguì, tra dipinti e incisioni, quasi a voler fermare la propria maturazione, come uomo e come artista.
Qui lo vediamo indossare una ricca veste di velluto marrone, adornata con una pesante catena; i riccioli biondi sono coperti da un cappello floscio.
L'ultimo restauro eseguito da Daniele Rossi nella Galleria degli Uffizi ha rivelato la presenza di iscrizione al di sotto della pesante vernice.